# Cyphocerastis uluguruensis
Cyphocerastis uluguruensis är en insektsart som beskrevs av Johnsen 1987. Cyphocerastis uluguruensis ingår i släktet Cyphocerastis och familjen gräshoppor. Inga underarter finns listade i Catalogue of Life.